# Tacca leontopetaloides
Tacca leontopetaloides là một loài thực vật có hoa trong họ Dioscoreaceae. Loài này được (L.) Kuntze miêu tả khoa học đầu tiên năm 1891.